# 教育技術 (雑誌)
『教育技術』（きょういくぎじゅつ）は、小学館が発行する小学校教員向けの雑誌。各学年の担任向けの『小一教育技術』、『小二教育技術』、『小三教育技術』、『小四教育技術』、『小五教育技術』、『小六教育技術』、管理職向けの『総合教育技術』、テーマ誌の『別冊教育技術』がある。

## 各誌の概要

### 小一～小六教育技術
1927年創刊。年7回刊（偶数月と3月の各15日発売）。
2019年1月15日発売、『小二教育技術』2月3月合併号、『小四教育技術』2月3月合併号、『小六教育技術』2月号をもって各雑誌が休刊。翌号より『小一教育技術』が『教育技術 小一小二』、『小三教育技術』が『教育技術 小三小四』『小五教育技術』が『教育技術 小五小六』にそれぞれ統合、リニューアルされる。

### 総合教育技術
1946年6月1日創刊。月刊で、毎月15日発売。

### 別冊教育技術
1972年10月1日創刊。

### 発行部数
- 小一教育技術 - 24,136部[1]
- 小二教育技術 - 21,609部[1]
- 小三教育技術 - 20,018部[1]
- 小四教育技術 - 17,854部[1]
- 小五教育技術 - 16,873部[1]
- 小六教育技術 - 15,654部[1]
- 総合教育技術 - 22,075部[3]